# Giuseppe Asquini
Giuseppe Asquini (Pordenone, 19 agosto 1901 – Roma, 12 gennaio 1987) è stato un politico italiano.

## Biografia
Figlio di Francesco, commerciante originario di Majano, e di Maria Paretoner, divenne ingegnere e fu sindaco di Pordenone nel 1945, membro del Comitato provinciale di Udine del Partito d'Azione. In seguito aderì al PSI e dopo la scissione di Palazzo Barberini passò nel PSLI (poi diventato PSDI).
Fu eletto senatore nella circoscrizione di Udine nella prima legislatura nel 1948. Entrato nel gruppo parlamentare socialdemocratico, partecipò ai lavori della Commissione per il parere sulla tariffa generale dei dazi doganali. Fu socio onorario e membro del comitato organizzatore del Fogolâr Furlan di Roma e membro (dal 1949 al 1953) dell'assemblea parlamentare del Consiglio d'Europa. Concluse il suo mandato al Senato nel 1963.
Morì all'età di 85 anni nel gennaio del 1987.